# 51
Cette page concerne l'année 51  du calendrier julien. Pour l'année 51 av. J.-C., voir 51 av. J.-C. Pour le nombre 51, voir 51 (nombre).
L'année 51 est une année commune qui commence un vendredi.

## Événements
- Néron reçoit la robe virile et le titre de Prince de la jeunesse au début de l'année[1].
- 1er novembre-31 décembre : premier consulat de Vespasien[2].
- Un soulèvement britannique contre Rome échoue sous Caratacos. Il est capturé avec l’aide de la reine des Brigantes, Cartimandua. Les Silures continuent le combat[1].
- Caratacos captif est envoyé à Rome devant Claude, mais son attitude digne persuade l'empereur d'épargner sa vie et de permettre à sa famille de vivre libre dans la capitale[1].
- Burrhus, originaire de Vaison-la-Romaine, devient préfet du prétoire par la faveur d'Agrippine (51-62)[1]. Il est adjoint à Sénèque pour assurer l’éducation de Néron.
- Des pèlerins galiléens sont assassinés dans un village de Samarie, ce qui déclenche une révolte en Galilée, le légat de Judée Cumanus ne punissant pas les meurtriers. Le bandit zélote Eléazar, fils de Deinaeus, met à sac le nord de la Samarie. Cumanus intervient, exécute ou arrête les pillards, sans pouvoir rétablir l'ordre[1].
- Le gouverneur de la Médie devient roi des Parthes pendant quelques mois sous le nom de Vononès II ; son fils Vologèse Ier lui succède[3].
- Rhadamiste s'empare du trône d'Arménie après avoir fait assassiner son oncle Mithridate[1].

## Naissances en 51
- 24 octobre : Domitien, empereur romain (81)[1].

## Décès en 51
- Gotarzès II de Parthie.
- Lucius Vitellius.
- Mithridate d'Arménie.